# St. Anna (Lana)

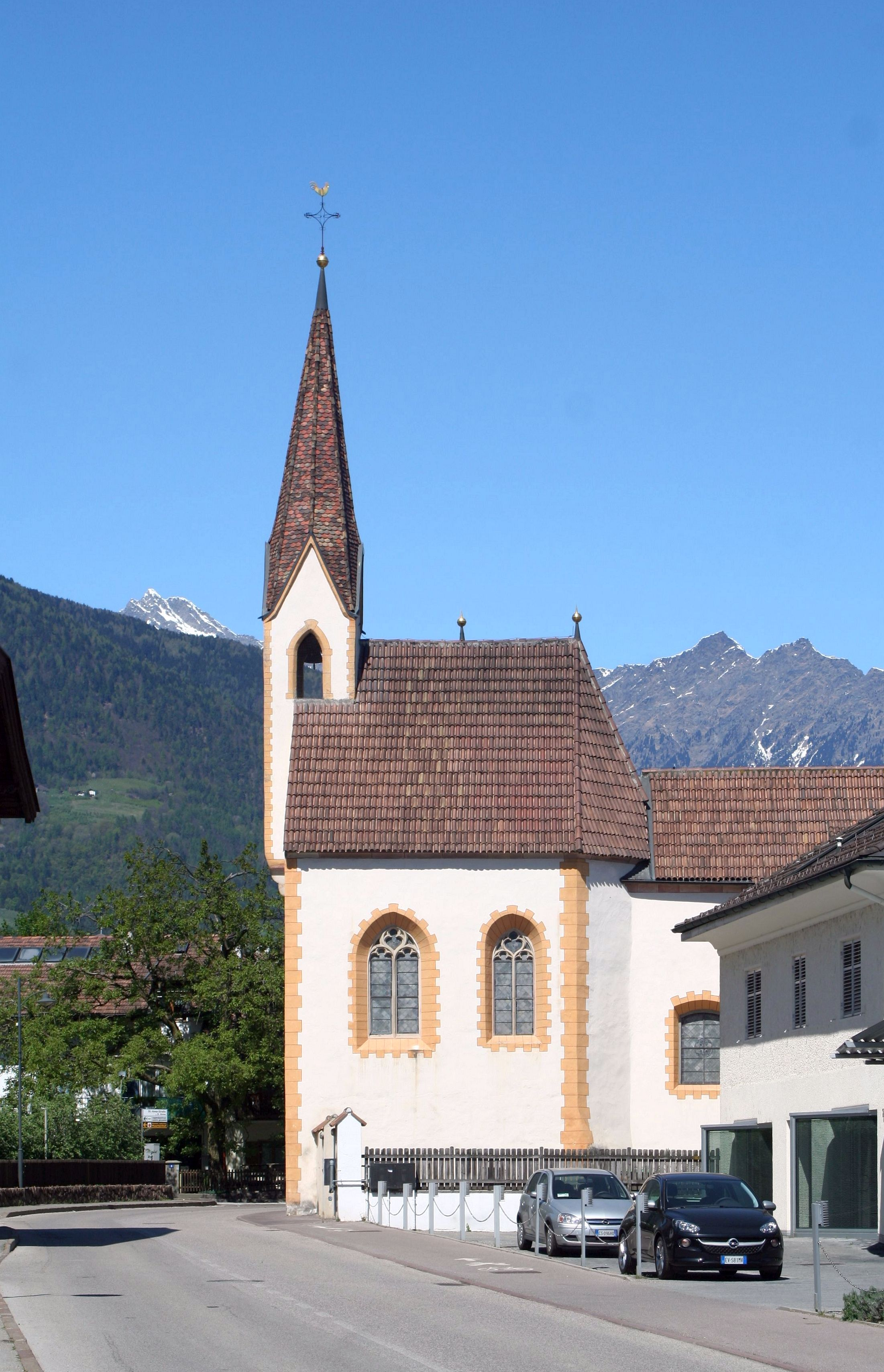
Kapelle St. Anna

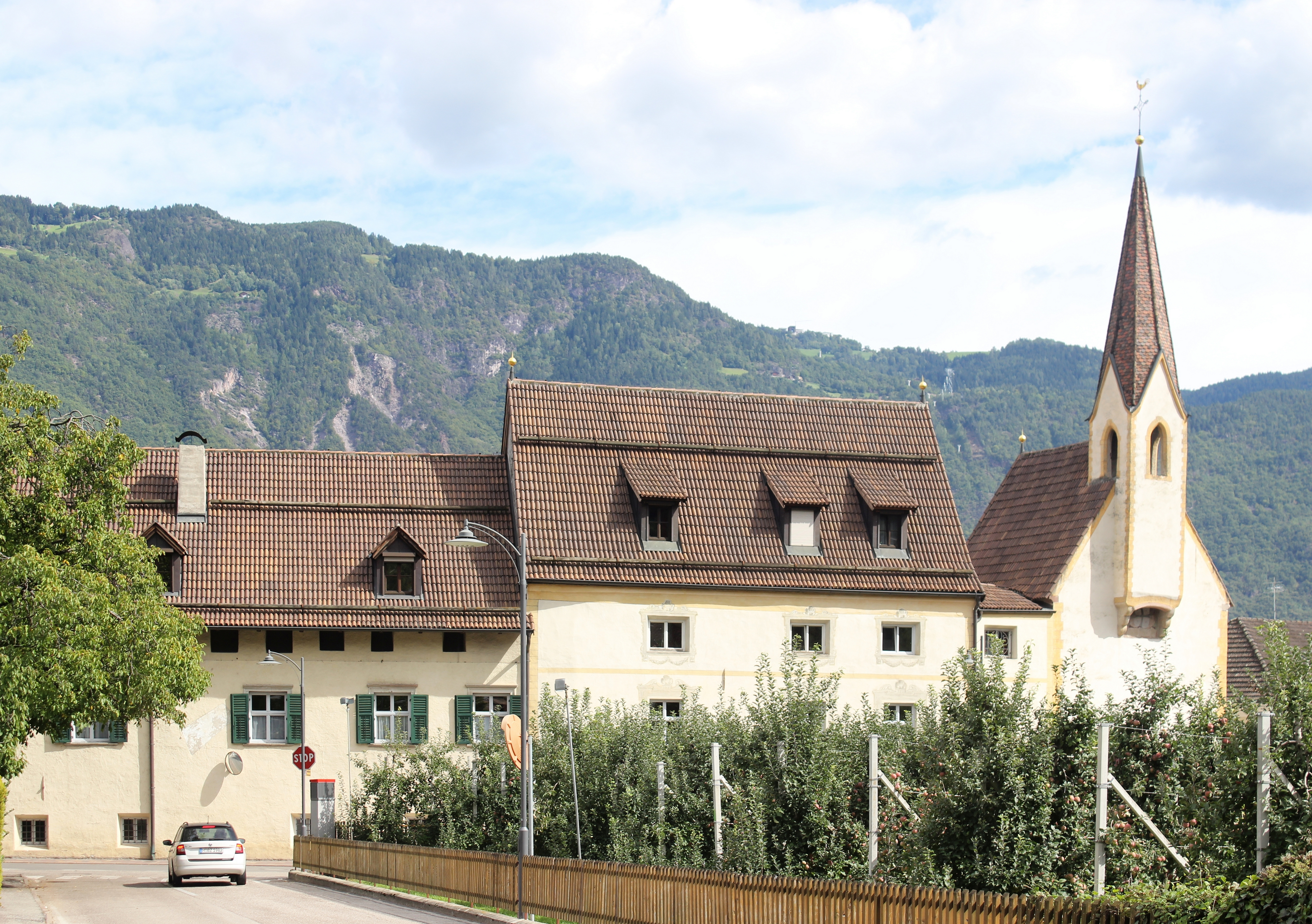
St. Anna mit angrenzendem Widum

Die Kapelle St. Anna ist zusammen mit dem alten Widum (früher auch als Deutschhaus bezeichnet) ein geschütztes Baudenkmal in Niederlana, einem Ortsteil der Marktgemeinde Lana in Südtirol. Seit 1987 dient es als Pflegeheim.

## Geschichte
Hypothesen zufolge war der Vorgängerbau im 13. bis 14. Jahrhundert ein Ansitz, der den Herren von Brunnen (lat.: de fonte) gehörte. Der Deutsche Orden, der seit 1396 die Pfarre Lana betreute, errichtete darauf die klosterartige Anlage als Behausung für Ordensangehörige. Dabei wurde die Pfarre bis in das 17. Jahrhundert nur sporadisch mit Ordensangehörigen besetzt und mehr mit Seelsorgern versehen. St. Anna übernahm anfangs zumindest teilweise die Aufgaben eines Pfarrhofes. Mitte des 16. Jahrhunderts wurde der Wohnsitz des Pfarrers, der bis dahin im heutigen Mesnerhaus bei der Pfarrkirche von Niederlana residierte, endgültig nach St. Anna verlegt. Der Baukomplex diente seither als Widum. 1745 wurde der gotischer Chor durch einen neuen, barocken Altarraum ersetzt. Mit der Auflösung der Orden in allen Staaten des Rheinbundes 1809, wurde auch die Pfarre Lana durch die bayerische Regierung mit Weltpriestern besetzt. Bis zum Beginn des 20. Jahrhunderts diente das Anwesen als Ordenssitz der Priestergemeinschaft. Von 1931 bis 1981 war St. Anna ein Altenheim, das von den Deutschordensschwestern geführt wurde. Seit dem 3. August 1979 steht der Widum mit Kapelle in der Liste der staatlichen Baudenkmäler. Von 1987 bis 1990 fand eine Sanierung der denkmalgeschützten Anlage mit Kapelle statt, wobei St. Anna zu einem Pflegeheim umgebaut wurde. 1998 erfolgte die Fertigstellung eines Therapiebades.

## Beschreibung
Im Innenhof befinden sich ein alter Ziehbrunnen und Spitzbogenarkaden sowie straßenseitig barocke Fassadenmalerei. Zwei Räume sind mit Stuckdecken verziert und profaner Wandmalerei aus der ersten Hälfte des 15. Jahrhunderts. Die Kapelle aus der Mitte des 15. Jahrhunderts ist mit einem dreiseitig abschließenden Chor aus der Mitte des 18. Jahrhunderts errichtet. Der Dachreiter besitzt einen Spitzhelm. Das Kirchenschiff ist mit einem Rippengewölbe versehen und der gerade abschließende Chor mit Stuckdekor. Der ursprüngliche, frühbarocke Altar der Heiligen Anna von 1687 befindet sich heute in der frühromanischen Kirche St. Margareth in Mitterlana.